# Оушан Гроув (Њу Џерзи)
Оушан Гроув (енгл. Ocean Grove) насељено је место без административног статуса у америчкој савезној држави Њу Џерзи.

## Демографија
По попису из 2010. године број становника је 3.342, што је 914 (-21,5%) становника мање него 2000. године.
| Група             | 2000.         | 2010.         |
| Белци             | 3.868 (90,9%) | 2.958 (88,5%) |
| Афроамериканци    | 168 (3,9%)    | 183 (5,5%)    |
| Азијати           | 41 (1,0%)     | 29 (0,9%)     |
| Хиспаноамериканци | 154 (3,6%)    | 145 (4,3%)    |
| Укупно            | 4.256         | 3.342         |